# Tórtora terrestre de pit morat
La tórtora terrestre de pit morat (Paraclaravis mondetoura) és una espècie d'ocell de la família dels colúmbids (Columbidae) que habita a la selva humida i boscos de bambú de les muntanyes de la zona Neotropical i més concretament a Bolívia, Colòmbia, Costa Rica, Equador, El Salvador, Guatemala, Hondures, Mèxic, Panamà, Perú i Veneçuela.

## Descripció
Els mascles de la tórtora terrestre de pit morat fan de 18 a 24 cm de llarg i les femelles de 19 a 22 cm. Els dos sexes pesen entre 89 i 95 g. El front, la cara i el mentó del mascle adult són de color blanc grisenc. El pit és de color violeta fosc que canvia a gris al ventre i la cloaca. Les parts superiors i les ales són de color blau-gris, amb l'ala plegada mostra dues barres fosques amples. Les plomes centrals de la cua són grises, les més externes blanques i les entre blanc grisenc. L'ull taronja està envoltat de pell groga nua. La femella adulta és tota marró amb la cara de color canyella; les barres d'ala més fosques no són tan diferents. El juvenil és semblant a la femella adulta però més vermell. Les subespècies putatives (especies que presenten més d'un llinatge genètic) difereixen lleugerament en la seva coloració.

## Distribució i hàbitat
La tórtora terrestre de pit morat es troba de manera discontínua des del sud-est de Mèxic fins al Perú i Bolívia. Habita en el dens sotabosc del bosc humit de muntanya, la perifèria i els matolls del bosc secundari. Està fortament associat amb el bambú. En altitud oscil·la entre 1.200 i 2.500 m a Mèxic, 900 i 3.000 m a Costa Rica, 1.000 i 2.100 m a Panamà. 2.600 m als Andes.

## Comportament

### Alimentació
La tórtora terrestre de pit morat busca a terra llavors i fruits caiguts. En general s'alimenta sola o en parelles, però s'ha observat alimentant-se en estols de fins a 15 ocells. Les llavors de bambú són un component important de la dieta, i romandrà en una àrea només mentre el bambú estigui germinat.

### Cria
Poc se sap sobre la fenologia de reproducció, però se sospita que nidifica en colònies soltes. El niu descrit era una plataforma senzilla que contenia dos ous, col·locats en bambú Chusquea a les muntanyes del sud-est de l'Equador.

## Estat
La UICN ha avaluat la tórtora terrestre de pit morat com a de risc mínim. No obstant això, es considera poc comú a rar, i està "probablement en perill de decadència si continua una gran desforestació en tota la seva distribució".

## Taxonomia i sistemàtica
La tórtora terrestre de pit morat es va col·locar originalment al gènere Claravis, però una publicació del 2018 va crear el gènere actual Paraclaravis i s'hi va incloure també el la tórtora terrestre d'ales porpra (P. geoffroyi). El Congrés Ornitològic Internacional (IOC) el tracten com a monotípic. Tanmateix, la taxonomia de Clements, Handbook of the Birds of the World i Howard i Moore li atribueixen aquestes sis subespècies:
- P. m. ochoterena (van Rossem, 1934) - sud-est de Mèxic des de Veracruz al sud fins al sud de Chiapas.
- P. m. salvini (Griscom, 1930) - Guatemala, El Salvador i Hondures.
- P. m. umbrina (Griscom, 1930) - Costa Rica.
- P. m. pulchra (Griscom, 1930) - oest de Panamà.
- P. m. mondetoura (Bonaparte, 1856) - nord i l'oest de Veneçuela, Colòmbia i l'est de l'Equador.
- P. m. inca (van Rossem, 1934) - Perú i el centre oest de Bolívia.

Birds of the World del Cornell Lab of Ornithology adverteix que algunes de les subespècies es van descriure a partir de mostres molt petites i poden reflectir una variació individual, no subespecífica. Destaca P. m. inca com "dubtablement vàlid".